# Art Babbitt
Arthur Harold Babitsky (Omaha, Nebraska, 8 d'octubre de 1907 - Los Angeles, Califòrnia, 4 de març de 1992), més conegut com a Arthur "Art" Babbitt, va ser un animador estatunidenc conegut principalment pel seu treball per a The Walt Disney Company. Va ser un dels principals animador de Disney abans i durant la producció dels primers llarmetratges d'animació, i també va convertir Goofy en el personatge que coneixem actualment. També va treballar per Warner Brothers (Looney tunes), UPA i Hanna-Barbera.

## Biografia

### Inicis
Babbitt va néixer en una família Jueva a Omaha, Nebraska al veïnat de Little Bohemia, però es va traslladar a Sioux City, Iowa després d'acabar el jardí d'infància. Era molt intel·lectual i un gran estudiant quan creixia, però era conegut per crear problemes i comportar-se malament. Als 16 anys, Art decideix graduar-se a l'institut per evitar entrar a la presó pel seu comportament. Tenia l'ambició de convertir-se en psiquiatre i després de passar un temps a Sioux després de l'escola secundària es va traslladar a Nova York per obtenir una formació més formal en la professió mèdica amb la intenció d'anar a Columbia. Tanmateix, Babbitt no tenia els diners necessaris per anar a l'escola i necessitava atendre la seva família perquè el seu pare ja no era capaç de proveir-se de la família a causa de les ferides a llarg termini d'un accident de vagó que va tenir quan Art tenia 13 anys. Això va fer que el jove es dedicés a la carrera d'art comercial (tot i que després va dir que no era bo) abans de ser contractat per treballar en animació a Terrytoons el 1929, on va treballar en curts de Farmer Al Falfa com Noah’s Outing (1932).
Tot i que a mitjans dels anys 20 la sèrie de dibuixos animats de Paul Terry, Aesop Fables, havia estat una de les més reeixides del negoci en el moment en què Babbitt va arribar a Terrytoons, les coses començaven a baixar dràsticament tant en l'èxit com en la reputació de l'estudi. Mentre que els estudis com Disney i Fleischer progressaven en qualitat i tenien l'objectiu d'innovar, Terry només volia obtenir beneficis i tenia molt poca consciència de les millores que es produïen en altres estudis. Un any després, un jove que s'esforçava per convertir-se en un gran artista anomenat Vladimir "Bill" Tytla va tornar als Estats Units després de 18 mesos que van canviar la vida a Europa i va anar a treballar amb el seu vell cap Paul Terry. Tanmateix, a diferència d'abans, l'animador era ara un artista inspirat que va començar a animar el que esdevindria, amb diferència, l'animació de més alta qualitat i tridimensional feta a Terrytoons. Quan Tytla va conèixer Babbitt, els dos es van convertir ràpidament en millors amics i aviat van ser companys de pis.

### Disney Studios
Amant de la música clàssica, Babbitt havia estat seguint les Silly Symphonies de Walt Disney des de The Skeleton Dance (1929). A principis de la dècada de 1930 es va mudar a Los Angeles seguit del seu company de Terrytoons Bill Tytla i va obtenir una feina d'animació per als Walt Disney Studios, que en aquell moment s'estava expandint.
Babbitt va començar la seva carrera a Disney com a ajudant d'animador, però el seu talent va ser vist i aviat va ser ascendit a animador. El seu primer treball important va ser un ratolí borratxo al curt "The Country Cousin" (1936), que va guanyar un Oscar per l'estudi.
Als anys 30 es va especialitzar en la realització de curtmetratges del personatge Goofy, al que va donar la seva personalitat definitiva en curts com On Ice (1935) i Moving Day (1936). Va participar també en els primers llargmetratges de Disney: Blancaneus i els set nans (1937), en la qual va ser el responsable de l'animació de la madrastra de Blancaneus, un treball descrit per l'animador de Disney Andreas Deja com "una de les tasques més difícils" de la pel·lícula; Pinotxo (1940) -va ser el creador gràfic del personatge Geppetto i es va convertir en director d'animació-;ó Fantasia (1940), pel·lícula de la qual va animar diverses seqüències, com la dansa dels bolets; i Dumbo (1941), novament director d'animació i on va animar el personatge de la cigonya. Quan animava la cigonya, la va fer assemblar-se al seu actor de veu, Sterling Holloway.
Mentre treballava a Blancaneu, va conèixer la seva primera dona, Marjorie Belcher, una model de dansa la representació en directe de la qual va ser utilitzada com a material de referència pels animadors per al paper de Blancaneus.
A Babbitt també se li atribueix el desenvolupament del personatge de Goofy, personatge que més tard va descriure a la pel·lícula documental de 1987 "Animating Art":
"El Goofy era algú que no sabia el ximple que era realment. S'ho pensava molt i amb cura abans de fer res, i després ho feia malament".
Durant la dècada de 1930, Babbitt es va convertir en un dels artistes més ben pagats de Disney i va gaudir d'un estil de vida luxós malgrat l'austeritat de la Gran Depressió:
"No em vaig adonar de la sort que tenia. Guanyava un salari molt bo. Tenia dos criats, una casa gran i tres cotxes. Ja sabeu, què anava a fer de tenir tres cotxes? "
Tot i aquesta prosperitat, el 1940 ell i la seva dona Marjorie es van divorciar.
Tot i ser un dels animadors més ben pagats de Disney, Babbitt era simpàtic amb la causa dels artistes de Disney de nivell inferior que volien formar un sindicat. La majoria dels vaguistes eren intermediaris, pintors de cel i altres empleats menys ben remunerats. Babbitt havia tingut un enfrontament personal amb Disney pel baix pagament dels assistents; i Disney el va acomiadar, donant com a motiu les seves activitats sindicals. L'acomiadament de Babbitt va ser una de les causes de la vaga dels estudis Disney l'any 1941. Disney es va veure obligat a tornar a contractar Babbitt després que acabés la vaga, juntament amb molts altres vaguistes. Babbitt va treballar amb el director Jack Kinney, amb qui treballaven en els curts Goofy, mentre Disney començava a buscar maneres de desfer-se de Babbitt. Babbitt va ser acomiadat més d'una vegada, però va ser reinstal·lat, portant el seu cas amb èxit fins al Tribunal Suprem dels Estats Units i obtenint un bon acord.
Després de servir amb els marines al Pacífic durant la Segona Guerra Mundial, Babbitt va tornar a Disney per un temps, després d'una demanda de "pràctiques laborals injustes" presentada per Babbitt contra Disney.

### Després de Disney
Va intervenir en algunes pel·lícules fins al 1948, quan va decidir incorporar-se als estudis UPA, pioners en una forma d'animació moderna i simplificada i fundats anys enrere per altres treballadors també acomiadats per Disney. Va intervenir en el primer curt en què va fer la seva aparició el personatge de Mr. Magoo (Ragtime Bear, 1949). Va treballar en molts dels seus famosos curts guardonats, inclòs el personatge principal dels estudis, Frankie a "Rooty Toot-Toot" (1951), i va guanyar molts premis. Als anys 50 va ser propietari parcial de Quartet Films, on va treballar en anuncis de televisió, incloent l'espot guanyador de Cleo "John & Marsha" per Parkay Margarine. Més tard va formar part de l'ala comercial de Hanna-Barbera.
Conegut en el món de l'animació com un dels millors professors d'art, l'any 1973 l'animador Richard Williams va portar Art Babbitt al seu estudi de Londres a Soho Square per oferir una sèrie de conferències sobre interpretació i tècnica d'animació que posteriorment es van fer famoses entre els animadors. Alguns dels darrers treballs de Babbitt van ser sobre els personatges King Nod i Phido, el voltor, de la pel·lícula de Williams The Thief and the Cobbler. També va animar el camell amb Wrinkled Knees a Raggedy Ann and Andy: A Musical Adventure.
També se li atribuiex el mèrit d'haver creat la carrera universitària d'animació a EUA, i més tard portar els seus ensenyaments a Anglaterra, on es van estendre per tot Europa.
El 1991, el cap de la Companyia Disney Roy E. Disney, el nebot de Walt, es va posar en contacte amb Art Babbitt i van acabar amb la llarga enemistad.
Va ser enterrat al cementiri Forest Lawn Memorial Park de Los Angeles.

## Vida personal i llegat
La seva primera esposa (1937-1940) va ser Marge Champion, una model de ball de La Blancaneu i els set nans. La seva segona esposa va ser Dina Babbitt, artista i supervivent de l'Holocaust. Va tenir dues filles amb Dina, L. Michele Babbitt i Karin Wendy Babbitt. La seva tercera dona fins a la seva mort va ser l'actriu Barbara Perry. La seva fillastra, filla de Barbara, és Laurel James. Babbitt va morir de insuficiència renal el 4 de març de 1992. A finals dels anys vuitanta, es va emetre un documental televisiu britànic titulat Animating Art, que celebrava la vida i l'obra de Babbitt. El documental va ser produït i dirigit per Imogen Sutton (l'esposa de Richard Williams), i presenta extenses entrevistes amb Babbitt i el seu patró de llavors, Richard Williams. Babbitt va ser nomenat pòstumment una Disney Legend el 2007.
L'Acadèmia Film Archive conté una petita col·lecció de pel·lícules personals que pertanyen a Art Babbitt.

## Estil
Art Babbitt era un animador molt analític amb una gran reputació per l'observació acurada i el moviment caricaturesc. Va ser un dels primers animadors de Disney que es va prendre molt seriosament les classes de dibuix i va pensar molt en el desenvolupament de la personalitat dels personatges. Per a tots els seus personatges, Art agafava un tros de paper i escrivia totes les característiques importants i els trets de personalitat relacionats amb el personatge. Prenia les seves observacions i pensaments sobre la personalitat del personatge i els utilitzava en les animacions. Utilitzava amb molta eficàcia moviments subtils i accions secundàries per mostrar els sentiments del personatge i el seu procés de pensament. Va fer servir l'acció en viu, però va fer tot el possible per evitar que fos dura i poc atractiva. Un gran exemple d'això és la reina de Blancaneus que, tot i que és molt reservada i realista en termes de moviments i gestos, és simplificada i caricaturitzada el just per evitar semblar-se massa a l'acció en viu.

## Filmografia
| Any  | Títol                                               | Crèdits                                                                                             |
| ---- | --------------------------------------------------- | --------------------------------------------------------------------------------------------------- |
| 1937 | La Blancaneu i els set nans                         | Animador                                                                                            |
| 1940 | Pinotxo                                             | Director d'animació                                                                                 |
| 1940 | Fantasia                                            | Animador - Segment "El Trencanous" / Supervisor d'animació Supervisor - Segment "Simfonia Pastoral" |
| 1941 | Dumbo                                               | Director d'animació                                                                                 |
| 1947 | Bootle Beetle (Curt)                                | Animador                                                                                            |
| 1947 | Fun and Fancy Free                                  | Animador de personatge                                                                              |
| 1947 | Foul Hunting (Curt)                                 | Animador                                                                                            |
| 1949 | Ragtime Bear (Short)                                | Animador                                                                                            |
| 1950 | Giddyap (Curt)                                      | Director                                                                                            |
| 1950 | The Popcorn Story                                   | Director                                                                                            |
| 1951 | The Family Circus (Curt)                            | Director / Animador                                                                                 |
| 1951 | Barefaced Flatfoot (Curt)                           | Animador                                                                                            |
| 1951 | Fuddy Duddy Buddy (Curt)                            | Animador                                                                                            |
| 1951 | Grizzly Golfer (Curt)                               | Animador                                                                                            |
| 1951 | Rooty Toot Toot (Curt)                              | Animador                                                                                            |
| 1952 | The Four Poster (Curt)                              | Animador                                                                                            |
| 1953 | Job Evaluation and Merit Rating (Curt)              | Director                                                                                            |
| 1958 | Date with Dizzy (Curt)                              | Animador                                                                                            |
| 1964 | The Nut House!! (Pel·lícula per a televisió)        | Animador                                                                                            |
| 1966 | The Lone Ranger (Sèrid d'animació de televisió)     | Director                                                                                            |
| 1969 | Of Men and Demons (Curt)                            | Animador                                                                                            |
| 1976 | Everybody Rides the Carousel                        | Animador                                                                                            |
| 1977 | Raggedy Ann & Andy: A Musical Adventure             | Animador                                                                                            |
| 1988 | Animating Art (Documental per televisió)            | Ell mateix                                                                                          |
| 1988 | The South Bank Show (Sèrie documental de televisió) | Agraïments - 1 Episodi "The Art of Walt Disney"                                                     |
| 1993 | The Thief and the Cobbler                           | Animador principal                                                                                  |
| 2012 | Persistence of Vision (Documental)                  | Ell mateix                                                                                          |

## Biografia
- Kinney, Jack. Walt Disney and other assorted characters - An unauthorised account of the early years at Disney's.  Nova York: Harmony Books, 1988. ISBN 978-0517570579.